# Sudirman
Đại tướng Soedirman (24 tháng 1 năm 1916 - 29 tháng 1 năm 1950) là một vị tướng của Indonesia trong cuộc Cách mạng Dân tộc Indonesia. Tổng tư lệnh đầu tiên của Quân đội Indonesia, ông tiếp tục được kính trọng cao ở Indonesia. Sudirman sinh ra tại Purbalingga, Đông Ấn Hà Lan, một gia đình có cha là một người thường dân và mẹ là con nuôi của ông bác của bà là một quý tộc. Sau khi gia đình chuyển đến Cilacap năm 1916, Sudirman đã được khen ngợi là một học sinh siêng năng, ông cũng đánh giá cao hoạt động trong các hoạt động ngoại khóa, bao gồm cả một chương trình hướng đạo điều hành bởi tổ chức Hồi giáo Muhammadiyah. Trong khi vẫn còn học trung học, Sudirman cho thấy khả năng lãnh đạo và kỹ năng tổ chức và được tôn trọng trong cộng đồng cho lòng tôn sùng Hồi giáo. Sau khi bỏ học ở trường đại học sư phạm, năm 1936 ông bắt đầu làm giáo viên, và sau đó hiệu trưởng, tại một trường tiểu học điều hành bởi Muhammadiyah; ông cũng hoạt động trong một số chương trình khác của Muhammadiyah, trở thành nhà lãnh đạo của Nhóm Thanh niên Muhmmadiyah vào năm 1937. Sau khi người Nhật chiếm đóng Ấn vào năm 1942,, Sudirman tiếp tục giảng dạy. Năm 1944, ông tham gia Pembela Tanah Air (Bảo vệ Tổ quốc) do Nhật Bản tài trợ với vị trí một chỉ huy tiểu đoàn tại Banyumas. Ở vị trí này, ông đã đàn áp một cuộc nổi loạn của các người lính đồng đội của mình, nhưng sau đó bị giam giữ tại Bogor. Sau khi Indonesia tuyên bố độc lập vào ngày 17 tháng 8 năm 1945, Sudirman đã dẫn đầu một cuộc vượt ngục khỏi trung tâm giam giữ, sau đó đi tới Jakarta để gặp Tổng thống Sukarno. Ông được giao nhiệm vụ xử lý các binh lính Nhật Bản trong Banyumas, mà ông đã làm sau khi thành lập một Cơ quan an toàn nhân dân địa phương.